# Beaver Falls
Beaver Falls és una població dels Estats Units a l'estat de Pennsilvània. Segons el cens del 2010 tenia 8987 habitants.
Segons el cens del 2000 tenia 3.798 habitatges, i 2.259 famílies.